# チェントウィネ (ウェセックス王)
チェントウィネ（Centwine, 古英語：CENTVVINE CYNEGILSING VVESTSEAXNA CYNING, 羅: CENTVVINE REX SAXONVM OCCIDENTALIVM）はウェセックス王家に連なる人物で西サクソンを治めた人物（在位：676年 - 685年/686年）。後世ウェセックス王として列せられた人物である。しかしながら、この時代彼がウェセックスを治めた単独の王であったとは考えられていない。日本語ではケントウィネとも書かれている。

## 生涯

600年頃のブリテン島

アングロサクソン年代記の記述ではチェントウィネは676年に先王エシュウィネから継いで王となったとされている。しかしながら同時代の歴史家ベーダ・ヴェネラビリスはチェンワルフの死後、副王たちの分裂状態が10年続いたと記しており、先王エシュウィネとともにチェントウィネも王としていない。これは彼がチェントウィネたちを同時代の王の祖父であるイネを擁立した支持者とみなしていた姿勢が窺える。もしベーダの表記が正しければ、分裂状態にあった西サクソンは彼の時代に再統合された事になる。
アングロサクソン年代記の682年に「チェントウィネはブリトン人を海に追いやった」と書かれているが、これが彼に関する唯一の表記でもある。チェントウィネから数世代後の人物であるシャーボーンの司教アルドヘルムが記した「Carmina Ecclesiastica」によれば、チェントウィネは3回の大きな合戦に勝利を収めたと書かれている。加えて彼はゲルマンの異教を信仰していたが、キリスト教に改宗し、教会の保護者となったとされる 。年代記には彼の出自は王キュネイルスの子であり、チェンワルフとクウィチェルムと兄弟であったと書かれているが、アルドヘルムは彼の出自には何も語ってはいない。
エディウス・ステファヌスの「ウィルフリド伝」ではチェントウィネは、ノーサンブリア王エッジフリスの妻であったイウミンブルフ（Iuminburh）の姉妹を妻としたと書き残している。正確な妻の名は残されてはいない。彼女がウィシングトンの女子修道院長であったドゥナ（Dunna）ではないかと思われていたが、現在では否定されている。この妻と彼の間には娘ブッガ（Bugga、エドブルガ Edburgaとも）がおり、またアルドヘルムが詩文を捧げた相手でもあったが、恐らく女子修道院長を務めたものと考えられている。
晩年チェントウィネは退位し、修道士となったと伝えられている。アルデヘルムによれば、彼は「富と国を治める事を退け、キリストの御名のもとで自らの王国を後にした」としている"。彼が没すると王位はキャドワラが継いだ。彼の没年は分かっていない。